# Rumba 7
Rumba 7 es una orquesta de música tropical boliviana. También conocida como "Matemáticos de la cumbia", o "3+4=Rumba 7", es una de las orquestas tropicales de mayor trayectoria de Bolivia.

## Trayectoria
Rumba 7 se fundó el 5 de agosto de 1983 por Lucio Flores, director y tecladista del grupo. En un inicio, la orquesta tocaba cumbia, pero con el tiempo incluyó en su repertorio otros ritmos como valses, reggae, baladas y, con el tiempo, música folklórica boliviana. Rumba 7 tuvo giras por Bolivia, Perú, Argentina y Chile. Su época de mayor popularidad fue durante los años 90.
Hasta 2015 habían producido más de 30 materiales, incluyendo CDs, DVDs, casettes y discos de vinilo. En 2023 Rumba 7 cumplió 40 años, siendo Lucio Flores el único miembro original de la banda hasta ese momento.

## Reconocimientos
- Mejor Orquesta Tropical de Bolivia en 1997 y 2000.
- Illimani de Oro por la Brigada Parlamentaria de La Paz en 2007. [6]
- Medalla Prócer Pedro Domingo Murillo, en el grado de Honor Cívico, en 2008.[7]
- Reconocimiento a la trayectoria por el Sindicato de Músicos Profesionales y la Asociación Boliviana de Artistas, Intérpretes y Ejecutantes de Música (Abayem) en 2008.[8]